# Júlio Frederico Koeler
Júlio Frederico Koeler, nascido Julius Friedrich Koeler (Mogúncia, 16 de junho de 1804 – Petrópolis, 1847) foi um militar e engenheiro teuto-brasileiro.
Tendo recebido educação militar em sua terra natal, emigrou para o Brasil em 1828 para fazer parte do Corpo de Estrangeiros, sendo incorporado na arma de Engenharia do Exército Imperial, com a patente de primeiro tenente.

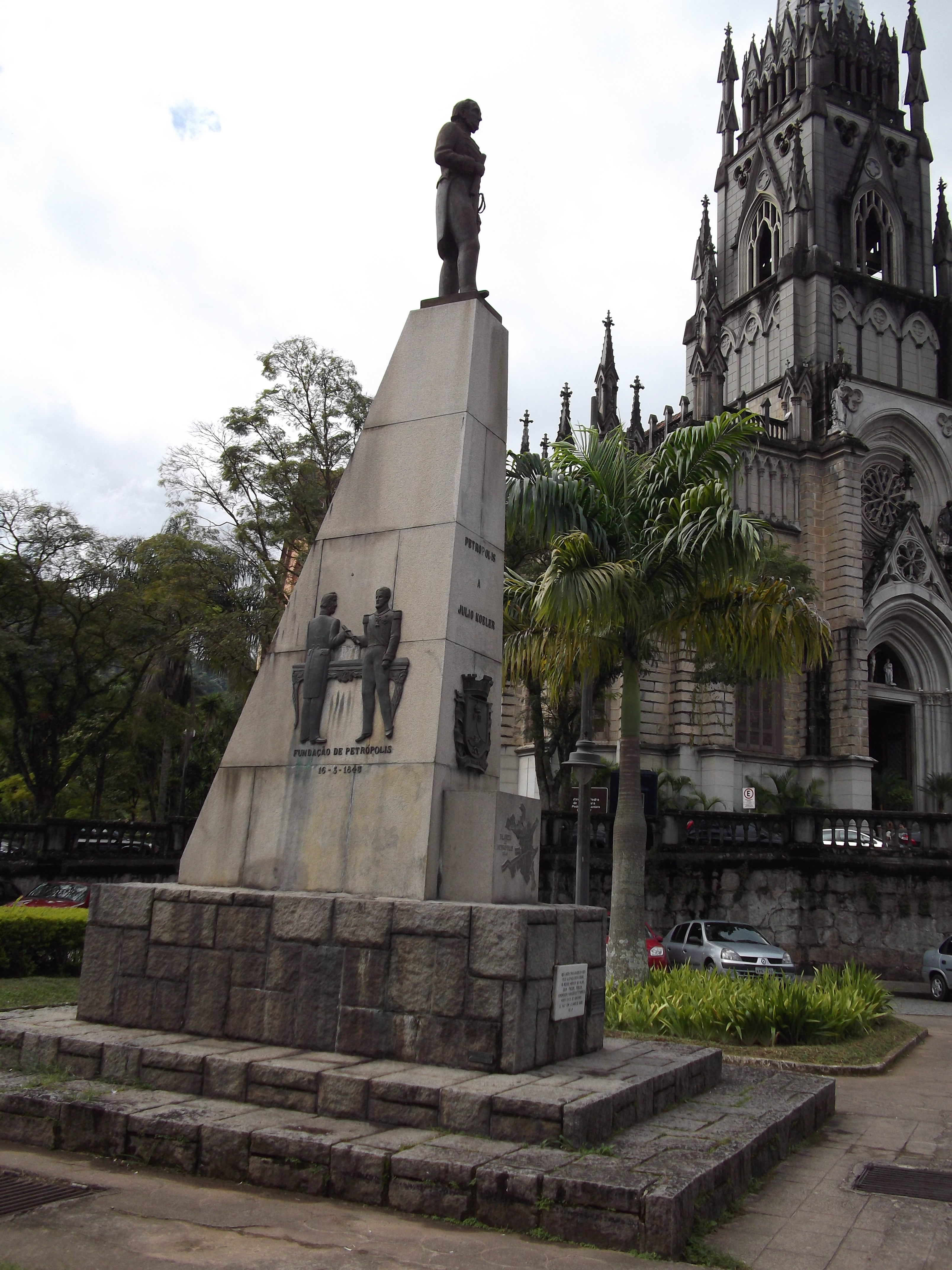
Monumento em sua homenagem, em Petrópolis.

Com a devida licença eclesiástica por ser membro da Igreja Luterana, casou-se em 24 de fevereiro de 1830 com D. Maria do Carmo Rebelo de Lamare, de cuja união veio o filho Rodrigo. Este detalhe sobre o casamento do Major Koeler reflete uma situação muito mais abrangente pois com a entrada dos primeiros imigrantes alemães (católicos e protestantes) no Brasil a partir de 1824, o casamento entre protestantes, e o casamento inter-religioso, e inclusive o estado legal dos filhos destas uniões não recebiam reconhecimento legitimação oficial por parte do Estado Brasileiro; sendo que somente em 1861, por insistência de chefes de estados germânicos foi lavrado decreto que reconhecendo os casamentos formalizados por pastores luteranos devidamente registrados - permanecendo porém sem resolução uma variedade de problemas decorrentes; os quais  somente viriam a ser sanados finalmente em 1889 quando ocorreu a separação formal entre a Igreja Católica Apostólica Romana e o Estado do Brasil.
Quando o governo brasileiro decidiu afastar os batalhões estrangeiros a serviço do império, Koeler solicitou sua naturalização e a aguardou na condição de engenheiro civil a serviço da província do Rio de Janeiro. Em 1833 foi reincorporado ao exército, dentro do qual chegaria ao posto de major, participando de diversos projetos importantes, como a estrada que ligava Niteroi ao norte da província e a ferrovia da Serra da Estrela.
Juntamente com o mordomo da Casa Imperial (equivalente ao chefe da Casa Civil atual), Paulo Barbosa da Silva, foi responsável pela criação da cidade de Petrópolis, primeiro povoamento planejado do Brasil.
Júlio Frederico Koeler viveu muito pouco em Petrópolis para acompanhar a execução do seu plano urbanístico. No dia 21 de novembro de 1847, um domingo, Koeler havia convidado alguns amigos para um almoço em sua chácara onde hoje se localiza o bairro do Valparaíso. Após o almoço haveria uma prova de tiro ao alvo. Koeler dispara primeiro e quase acerta o centro do alvo, enquanto corre para ver de perto o seu feito, um amigo que nunca havia usado uma arma de fogo empolga-se e resolve atirar também. Koeler já estava voltando, desviando da linha de tiro do amigo, mas acabou sendo atingido quase à queima-roupa pela bala do seu amigo desastrado. Socorrido, Koeler não resistiu aos ferimentos vindo a falecer por volta das 21 horas. Antes porém, assinou seu testamento nomeando como um dos testamenteiros o amigo que o matara por acidente.